# Little Italy (película de 2018)
Little Italy es una película de comedia romántica de 2018 protagonizada por Emma Roberts y Hayden Christensen como dos amigos de la infancia enfrentados por sus familias tras una disputa en un concurso de cocina local. La película está dirigida por Donald Petrie y cuenta también con las actuaciones de Alyssa Milano, Adam Ferrara, Gary Basaraba, Linda Kash, Andrew Phung, Cristina Rosato, Danny Aiello, Andrea Martin y Jane Seymour.

## Trama
Nikki Angioli (Emma Roberts) y Leo Campoli (Hayden Christensen) crecen en el barrio Little Italy de Toronto, donde sus familias dirigen juntas un negocio de pizza. Después de ganar un concurso de pizzas juntos, se desarrolló una disputa entre el padre de Nikki, Sal Angioli (Adam Ferrara), y el padre de Leo, Vince Campoli (Gary Basaraba), que provocó que disolvieran su sociedad y abrieran restaurantes separados uno al lado del otro, sin contar a nadie cual fue el origen de su disputa. Nikki finalmente deja a su familia para ir a Londres a convertirse en chef, mientras que Leo permanece en Toronto para trabajar en el restaurante de su padre. Después de varios años, a Nikki se le da la opción de competir por la oportunidad de dirigir el nuevo restaurante de su instructora Corinne (Jane Seymour), quien le ofrece dos semanas libres para preparar su menú y regresar a su casa en Toronto.
Leo todavía trabaja en el restaurante familiar, pero se ha mudado de la casa de sus padres y vive con su amigo Luigi (Andrew Phung), encima de su bar, donde también trabaja como camarero. La disputa entre Vince y Sal se ha intensificado con los años, con Vince haciendo que Sal sea investigado por evasión de impuestos y Sal intentando que el empleado indio de Vince, Jogi (Vas Saranga), sea deportado. Al llegar a casa en Toronto, Nikki se encuentra con Leo en el bar y juegan al fútbol borrachos en medio de una tormenta. Nikki se desmaya y pasa la noche en casa de Leo, mientras él duerme en el sofá. Al día siguiente, su familia la recibe a su llegada. Mientras tanto, Vince y Jogi son arrestados después de que Sal y su empleada india Jessie (Amrit Kaur) reemplazasen el orégano por marihuana en el restaurante de Vince. 
Jessie y Jogi comparten una atracción mutua a pesar de trabajar para los restaurantes rivales, así como el abuelo de Leo, Carlo Campoli (Danny Aiello), y la abuela de Nikki, Franca Angioli (Andrea Martin), que han estado saliendo en secreto, ya que solo participan externamente en la disputa. Además, las madres de ambos mantienen la amistad a escondidas.
La madre y los amigos de Nikki intentan emparejarla con varios hombres solteros del barrio, pero ella no está interesada, acercándose más a Leo cuando cocinan juntos en su apartamento y quedándose impresionada con su creatividad y sus habilidades culinarias. Carlo le propone matrimonio a Franca y le profesa su amor, pero ella se marcha sin darle una respuesta. Nikki anima a Leo a servir su pizza en el restaurante de Vince, pero él le dice que su padre es terco y se opone a cambiar el menú, confiando que abrirá su propio restaurante después de que su padre se jubile, para no verse obligado a competir con él.
Franca finalmente acepta casarse con Carlo a pesar de su promesa de no volver a casarse después de que su esposo muriera. Nikki y Leo salen a dar un paseo por Little Italy, donde reviven sus experiencias de infancia juntos, después regresan al apartamento de Leo, donde duermen juntos. Al día siguiente, Nikki recibe una llamada de Corinne, quien le recuerda que necesita el menú en unos días, de lo contrario promoverá a otro chef, expresando su pesar a Leo.
Franca y Carlo organizan una cena para las familias, durante la cual anuncian su relación, pero no revelan su compromiso. Molestos por la revelación de que sus padres han estado saliendo, Sal y Vince comienzan a intercambiar insultos. Vince propone participar en una competencia de pizza contra Sal diciendo que quien pierda tendrá que irse de Little Italy. Cuando les recuerdan que están prohibidos de la competencia debido a su pelea de hace años, deciden que Nikki y Leo participen. Nikki inicialmente se niega a competir, y Vince afirma que es porque tiene miedo de enfrentarse a Leo, tras eso, los chicos comienzan a discutir sobre quién dejó que quién ganar en el fútbol cuando eran niños. Leo hace referencia a que durmieron juntos la noche anterior, y Nikki lo abofetea y se va furiosa.
En la competencia, Leo es declarado ganador y Nikki se va al aeropuerto con destino a Londres. Sin embargo, Leo se niega a aceptar el trofeo después de darse cuenta de que Nikki había cambiado deliberadamente sus salsas para que Leo ganara. Al darse cuenta de que Nikki se fue al aeropuerto, Leo y sus familias van tras ella. Allí, Leo encuentra a Nikki y le declara que todo lo que quiere en la vida es a ella y que está enamorado de ella. Aunque inicialmente parece rechazarlo, finalmente decide quedarse con Leo, declarándole su amor mutuo y besándose. Después, confrontan a sus padres sobre su pelea de hace años, y Sal y Vince admiten que la pelea fue indirectamente sobre sus padres Franca y Carlo. En 1999, después de ganar la competencia de pizza, Sal y Vince discutieron sobre el nombre de la pizza ganadora, lo que dio lugar al comienzo de la rivalidad. Franca y Carlo finalmente anuncian que se van a casar. Sal y Vince se abrazan, poniendo fin formalmente a la rivalidad.
Algún tiempo después, las familias celebran en el nuevo restaurante de Nikki y Leo. Corinne, que llegó a Toronto para convencer a Nikki de que regresara a Londres, revela que tuvo que cerrar su nuevo restaurante después de recibir críticas negativas de los críticos. Todas las familias bailan juntas y Nikki y Leo finalmente presentan a Jessie y Jogi como pareja.

## Elenco
- Emma Roberts como Nicoletta «Nikki» Angioli
  - Ava Preston como joven Nikki
- Hayden Christensen como Leonard «Leo» Campoli
  - Nicky Cappella como joven Leo
- Alyssa Milano como Dora Angioli, madre de Nikki
- Adam Ferrara como Salvatore «Sal» Angioli, padre de Nikki
- Gary Basaraba como Vincenzo «Vince» Campoli, padre de Leo
- Linda Kash como Amelia Campoli, madre de Leo
- Andrew Phung como Luigi, amigo y compañero de Leo
- Cristina Rosato como Gina, amiga de Nikki
- Danny Aiello como Carlo Campoli, abuelo de Leo
- Andrea Martin como Franca Angioli, abuela de Nikki
- Jane Seymour como Corinne, jefa de Nikki en Londres
- Amrit Kaur como Jessie, empleada india de Sal
- Vas Saranga como Jogi, empleado indio de Vince
- Martin Roach como Oficial Hardaz
- Rodrigo Fernandez-Stoll como Ramon